# Gaspar Thous Caspe
Gaspar Thous Caspe (? - 1922) fou un periodista valencià. Era fill de l'escriptor i periodista Gaspar Thous i Orts, autor de la novel·la El Palleter.
Com el seu pare, es va dedicar al periodisme. Va dirigir el setmanari satíric El Palleter i fou redactor en cap de La Voz de Valencia. També va escriure obres de teatre i poesies. Fou cosí de Maximilià Thous i Orts, autor de l'himne del país valencià i cunyat del periodista José Ombuena Asensi, director també del setmanari El Palleter.